# Prosopagnosie
Prosopagnosie (starořecky prosopon – obličej, agnosia – neznalost) je neurologická porucha, kdy postižený nerozeznává tváře. Volně je onemocnění překládáno jako obličejová slepota. Schopnost rozeznávat ostatní objekty je relativně nedotčena. Tento pojem se používá v souvislosti s poškozením mozku, ale může se jednat i o vrozenou poruchu. Prosopagnosií může trpět až 2,5 % lidí.